# 中華人民共和国のスポーツ

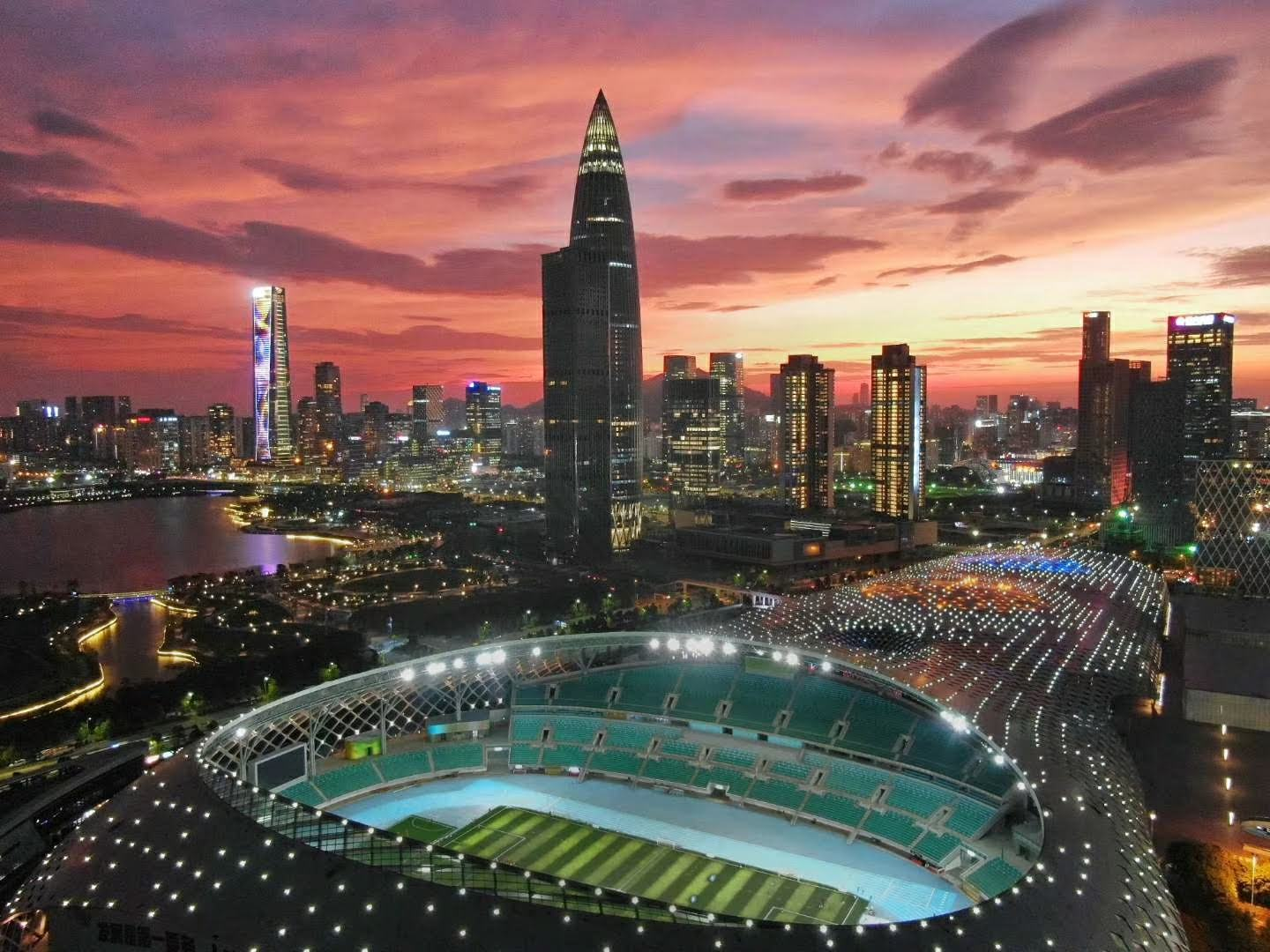
深圳市にある深圳湾スポーツセンター。サッカー中国代表のホームスタジアムとして使用される。

中華人民共和国のスポーツ（ちゅうかじんみんきょうわこくのスポーツ）では、1949年に建国された中華人民共和国（以下、中国）におけるスポーツ事情について記述する。

## 歴史
中国では1952年のヘルシンキオリンピック参加に向けてスポーツ競技力向上を推進する動きが活発化し、1949年、北京において開催された「中国人民政治協商会議」（建国方策検討のための会議）において「国民体育を提唱する」という政策方針が盛り込まれた。国民の健康を促進し、大衆スポーツの普及と労働力・国防力の向上を目的として掲げられた本方針は、建国間もない中国のもっとも重要な方針のひとつとされた。
1951年、「学生健康状況の改善に関する決定」が発布されるとともに全国でラジオ体操の推進が始められ、1952年に発布された「各種目選手の選抜と集中訓練に関する通知」によって競技としてのスポーツの強化が国家主導で行われることとなった。同年に設立した中央人民政府体育委員会（現：国家体育総局）によってスポーツ事業の管理・運営が行われるようになった。こうした体制はソビエト連邦のスポーツ行政を参考に仕組み作りが行われた。こうした国家主導方針を背景に、1951年には初のナショナルチームであるバスケットボールチームが発足したが、1950年代の中国国内における競技スポーツへの認知度は低く、大衆スポーツの普及を中心とした取り組みが主となっていた。このような状況の中、1959年にドイツ・ドルトムントで行われた世界卓球選手権で容国団が中国選手として史上初めて国際大会で優勝すると、競技スポーツの社会的効用が強く認知されるようになり、1960年代以降競技スポーツ選手育成のための体制づくりが本格化した。近年西欧諸国から、こうした幼年期からの選手育成方針が児童虐待にあたるとの指摘もある一方で、中国当局は西欧メディアの偏向報道に過ぎないとして、こうした指摘を一蹴している。
1954年より、いわゆる二つの中国問題が激化し、年次の国際オリンピック委員会総会の中で解決が図られたが決着を見なかった。この結果中国はヘルシンキ以降のオリンピックへの参加を取りやめ、1958年8月20日、IOCに対して関係断絶の声明を発表し、IOCおよび加盟していた8つの国際競技連盟との関係を絶った。こうした政治的背景に加え、1966年より始まった文化大革命の影響により中国のスポーツ振興は停滞することとなった。だが、5年ぶりとなる1971年の名古屋の世界卓球選手権参加（ピンポン外交）を契機に、中国におけるスポーツ振興は少しずつ復興していくこととなった。
文化大革命の終結を受けて1986年には「スポーツ体制の改革に関する決定」が制定され、スポーツ強国の形成に向けた体制基盤構築が加速化した。1993年に市場経済システムが本格的に導入されると、1994年のサッカーのプロ化を始めとするスポーツの産業化が様々な種目で実現した。90年代に入ると地方都市に大規模なスポーツ施設が相次いで建設されるようになる。また、1994年にはスポーツくじ管理センターが設置され、財源確保に向けた整備も行われるようになった。
2002年のドラフトでバスケットボールの姚明が米国のNBAに出場するなど、海外のプロリーグに参加する選手が現れるようになった。2007年9月に行われた姚明と易建聯のバスケットボールの試合は、中国のスポーツゲームで最大規模となる1億〜2億人ものライブ観戦者を集めた。
2008年の北京オリンピックに向けた招致活動も本格化するにつれて法整備も行われるようになった。2002年にオリンピック標識保護条例が、2004年に反ドーピング条例が制定された。五輪招致の公約として掲げた環境改善を実現させるため、1998年に環境改善計画が開始されたが、2004年時点においても北京市は世界で13番目に汚染された都市とされていた。当局は再生可能エネルギーへの転換を推進し大気汚染の改善に取り組んだが奏功せず、周辺工場の操業停止、ナンバープレートによる一般車両の交通規制などといった強権を発動したほか、ヨウ化銀を雲に打ち込むことで無理矢理降雨を促して期間中の晴天を作り上げる（オリンピック・ブルー）など、本来の主旨とは異なる形で整備が行われた。こうして開催された北京オリンピックで中国はオリンピック金メダル41個、パラリンピック金メダル89個と、ともに世界1位を獲得した。
2022年6月24日、全国人民代表大会において体育法の改正が可決された。改正体育法により他国が中国の主権や権利を損ねる行為をした場合は対抗措置を講じることが可能となった。Bloomberg Newsは改正体育法は批判の封じ込めや反撃を意図したものとして報道している。

## スポーツ組織

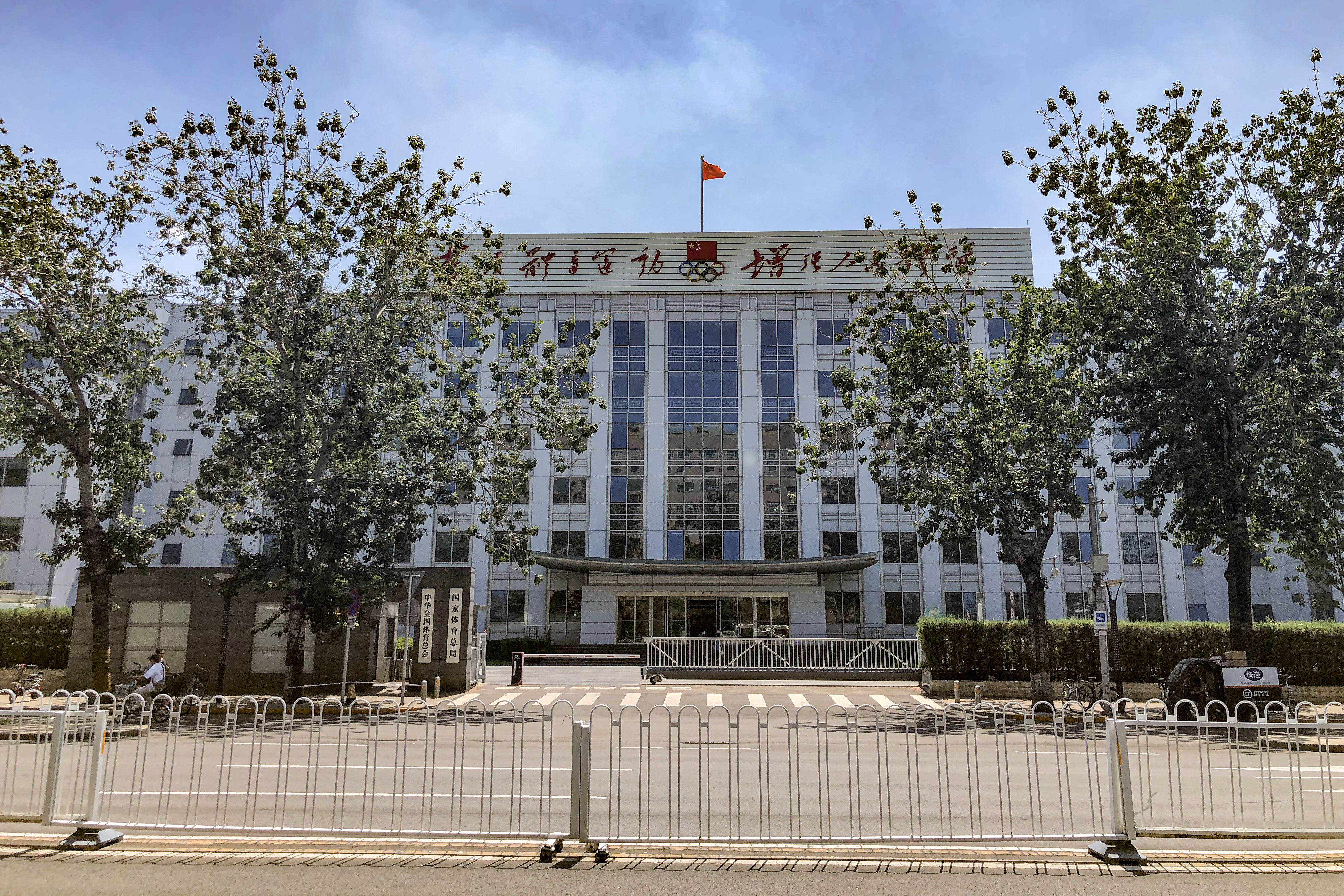
国のスポーツ事業を統括する国家体育総局。

建国以降、国務院直属の行政機関としてスポーツの振興を主導していた中央人民政府体育委員会は1998年に国家体育総局(General Administration of Sport of China)に改められ、その配下に13の機関局、43の組織が組み込まれている。ソビエト連邦のスポーツ体制を参考に組織された行政は「挙国体制」と呼ばれ、スポーツ関連法の整備、発展計画の策定、研究計画の策定、地域体育発展の指導推進、「全民健身計画」の推進、競技スポーツの強化、不正撲滅、国際的なスポーツ交流の統括と深化、スポーツイベントの参加と主催の奨励、スポーツ産業の統制など多岐に渡る任務を国家主導で推し進める体制を整えた。その他、学生の競技スポーツ支援を目的とした教育部が置かれ、各地方政府のもとにも地方体育局が設置され、中国体育法によりスポーツ投資のための予算を確保することを義務付けた。

### 行政組織
| 国務院 | 国務院 | 国務院 | 国務院 | 国務院 | 国務院 |  |  | 国家体育総局 | 国家体育総局 | 国家体育総局 | 国家体育総局 | 国家体育総局 | 国家体育総局 |  |  | 弁公庁         | 弁公庁 | 弁公庁 | 弁公庁 | 弁公庁 | 弁公庁 |
| 国務院 | 国務院 | 国務院 | 国務院 | 国務院 | 国務院 |  |  | 国家体育総局 | 国家体育総局 | 国家体育総局 | 国家体育総局 | 国家体育総局 | 国家体育総局 |  |  | 弁公庁         | 弁公庁 | 弁公庁 | 弁公庁 | 弁公庁 | 弁公庁 |
|        |        |        |        |        |        |  |  |              |              |              |              |              |              |  |  | 大衆体育局     |        |        |        |        |        |
|        |        |        |        |        |        |  |  |              |              |              |              |              |              |  |  |                |        |        |        |        |        |
|        |        |        |        |        |        |  |  |              |              |              |              |              |              |  |  | 競技体育局     |        |        |        |        |        |
|        |        |        |        |        |        |  |  |              |              |              |              |              |              |  |  |                |        |        |        |        |        |
|        |        |        |        |        |        |  |  |              |              |              |              |              |              |  |  | 経済局         |        |        |        |        |        |
|        |        |        |        |        |        |  |  |              |              |              |              |              |              |  |  |                |        |        |        |        |        |
|        |        |        |        |        |        |  |  |              |              |              |              |              |              |  |  | 政策法規局     |        |        |        |        |        |
|        |        |        |        |        |        |  |  |              |              |              |              |              |              |  |  |                |        |        |        |        |        |
|        |        |        |        |        |        |  |  |              |              |              |              |              |              |  |  | 人事局         |        |        |        |        |        |
|        |        |        |        |        |        |  |  |              |              |              |              |              |              |  |  |                |        |        |        |        |        |
|        |        |        |        |        |        |  |  |              |              |              |              |              |              |  |  | 外交局         |        |        |        |        |        |
|        |        |        |        |        |        |  |  |              |              |              |              |              |              |  |  |                |        |        |        |        |        |
|        |        |        |        |        |        |  |  |              |              |              |              |              |              |  |  | 宣伝局         |        |        |        |        |        |
|        |        |        |        |        |        |  |  |              |              |              |              |              |              |  |  |                |        |        |        |        |        |
|        |        |        |        |        |        |  |  |              |              |              |              |              |              |  |  | 機関党委員会   |        |        |        |        |        |
|        |        |        |        |        |        |  |  |              |              |              |              |              |              |  |  |                |        |        |        |        |        |
|        |        |        |        |        |        |  |  |              |              |              |              |              |              |  |  | 監察局         |        |        |        |        |        |
|        |        |        |        |        |        |  |  |              |              |              |              |              |              |  |  |                |        |        |        |        |        |
|        |        |        |        |        |        |  |  |              |              |              |              |              |              |  |  | 退職幹部局     |        |        |        |        |        |
|        |        |        |        |        |        |  |  |              |              |              |              |              |              |  |  |                |        |        |        |        |        |
|        |        |        |        |        |        |  |  |              |              |              |              |              |              |  |  | その他直属機関 |        |        |        |        |        |
|        |        |        |        |        |        |  |  |              |              |              |              |              |              |  |  |                |        |        |        |        |        |

### その他直属機関
| - 機関事務局 - 財務管理・監査局 - 冬季運動管理センター - 射撃・アーチェリー運動管理センター - 自転車・フェンシング運動管理センター - 水上運動管理センター - 重量挙げ・柔道・レスリング運動管理センター - ボクシング・テコンドー運動管理センター - 陸上競技運動管理センター - 水泳運動管理センター - 体操運動管理センター | - ハンドボール・ソフトボール運動管理センター - サッカー運動管理センター - バスケットボール運動管理センター - バレーボール運動管理センター - 卓球・バドミントン運動管理センター - テニス運動管理センター - 航空無線模型運動管理センター - 武術運動管理センター - 健身・気功管理センター - 登山運動管理センター - モータースポーツ管理センター | - 社会体育指導センター - 研修局 - 国立オリンピックスポーツセンター - 青島航海運動学校 - 湛江潜水運動学校 - 安陽航空運動学校 - 康皇島訓練基地 - 体育科学研究所 - 運動医学研究所 - アンチ・ドーピング機構 - 中国体育新聞社 | - 北京体育大学 - 体育文化発展センター - 体育情報センター - 対外体育交流センター - 小球運動管理センター - 人材資源開発センター - 体育器材装備センター - チェス運動管理センター - スポーツくじ管理センター - 体育基金管理センター |

### スポーツ統括団体
- 中華全国体育総会(ACSF)
  - 中華全国体育総会は国家体育総局が主管する各スポーツ団体から構成される組織で、位置づけとしては政府に登録された社会団体のひとつとなっているが、実質的には国の組織機構のひとつとなっている[3]。
- 中国オリンピック委員会(COC)
  - オリンピックの振興を目的とした非営利団体とされており、各国際オリンピック委員会や評議会との折衝を対応する[3]。非政府組織と謳われているが、2009年時点の組織構成では会長は国家体育総局の局長が兼務しており、内部の各委員も国家体育総局関連職員で組織されている[3]。
- 中国障害者連合会（英語版）(CDPF)
  - 1988年3月に北京で設立された障害者のための事業を実施する社会団体[20]。障害者保障法に基づいて中国障害者福利基金会（中国語版）および中国視聴覚障害者協会によって設立が進められた[3]。社会団体登記管理条例に基づく主要な社会団体のひとつであり、法律に基づいて障害者のための事業を実施することを政府から認められた特別機関である[3]。障害者のための社会活動のひとつとして、障害者のスポーツ支援および各障害者スポーツ団体（中国障害者体育協会、中国パラリンピック委員会、中国ろう者体育協会、中国知的障害者体育協会、中国スペシャルオリンピックス委員会）の主管機関として活動している[3]。

## 全国運動会
全国運動会は1959年より4年に1度開催されている国内最大の総合的なスポーツ大会である。前身にあたる全国的な競技会は清末期の1910年から始まり、中華民国の1914年回から全国運動会に名を改められた。1842年に清が開国すると1904年にはアメリカ合衆国キリスト教青年会(YMCA)より上海に人が送られ、YMCA体育部が作られた。1910年には南京にて行われた南洋勧業博覧会に追随してYMCA主導にて「全国学校区分隊第一次体育同盟会」が開催され、後に成立した中華民国によってこれが第一回全国運動会であると追認された。全国学校区分隊第一次体育同盟会は高等区分、中等区分、学校連合の3つに分かれて行われ、140人が参加した。種目は陸上競技、サッカー、テニス、バスケットボールであった。中華民国時代に入り全国運動会と名を定められ継続して行われたが、政情不安と戦乱が続き、37年間の統治で実際に全国運動会が開催できたのは6回のみだった。第2回大会(1914年)でバレーボールと野球が、第3回大会(1924年)で水泳が、第5回大会(1931年)で武術とソフトボールがそれぞれ競技種目として追加された。1932年には国民体育実施法案が採択され、開催間隔が2年に1回に改められた。第7回大会(1937年)では競技種目が大きく追加され、参加人数も3000人を超えるほどの大会規模になっていた。中華人民共和国が成立すると全国運動会は再び開催間隔を4年に1回と定められ、回数も第1回からに戻った。2021年までに14回が執り行われ、参加選手も1万人を超える大規模なものに進化している。

## 女性のスポーツ参加
中国人女性のスポーツ参加は、儒教からくる三従四徳の教えと、纏足というスポーツに向かない風習がその主たる要因となり、男性以上に困難を極めた。1907年に「女子学童章程」が公布され、女性に対する学問教育やスポーツ参加が提唱されるようになり、1908年には中国女子体育学校が設立され、体操や球技に取り組むようになる。1916年に正式種目ではない公開競技扱いとして全国運動会で初めて女子バスケットボールが披露されたのが女子競技スポーツの嚆矢とされている。その後、1929年の全国運動会で初めて女子スポーツ種目が正式種目に取り入れられた。1931年には両江女子体育専科学校の女子バスケットボールチームが日本遠征を敢行し、対外試合を経験した。以降、国際舞台の場で女子選手の活躍がが少しずつ見られるようになり、1957年には鄭鳳栄が、1971年には呉浮山がそれぞれ女子走り高跳びで世界新記録を出し、1980年代前半には中国女子バレーボールチームがワールドカップ、世界選手権、オリンピックの金メダルを総なめにするなど、世界最強とも呼ばれるような種目も誕生した。

## スポーツの種類

### 人気の高いスポーツ
2017年に百度で報道された記事によれば、テレビ視聴率・現地観戦者数を合算した数値においてもっとも高い人気を誇ったのがバスケットボールであり、以下サッカー、卓球、体操競技、バドミントン、水泳、ビリヤード、中国武術、ボクシング、重量挙げと続いた。他のスポーツと比較してバスケットボールの人気が高く、アメリカ合衆国のNBAだけでなく国内リーグの人気もあり、3億人近いファンを抱えているとも言われている。発表されている人気の高いスポーツ5位までの視聴率について下表に示す。
| 順位 | 競技種目名       | 視聴率 |
| ---- | ---------------- | ------ |
| 1位  | バスケットボール | 34.9%  |
| 2位  | サッカー         | 10.4%  |
| 3位  | 卓球             | 7.1%   |
| 4位  | 体操競技         | 6.8%   |
| 5位  | バドミントン     | 5.9%   |

### 陸上競技

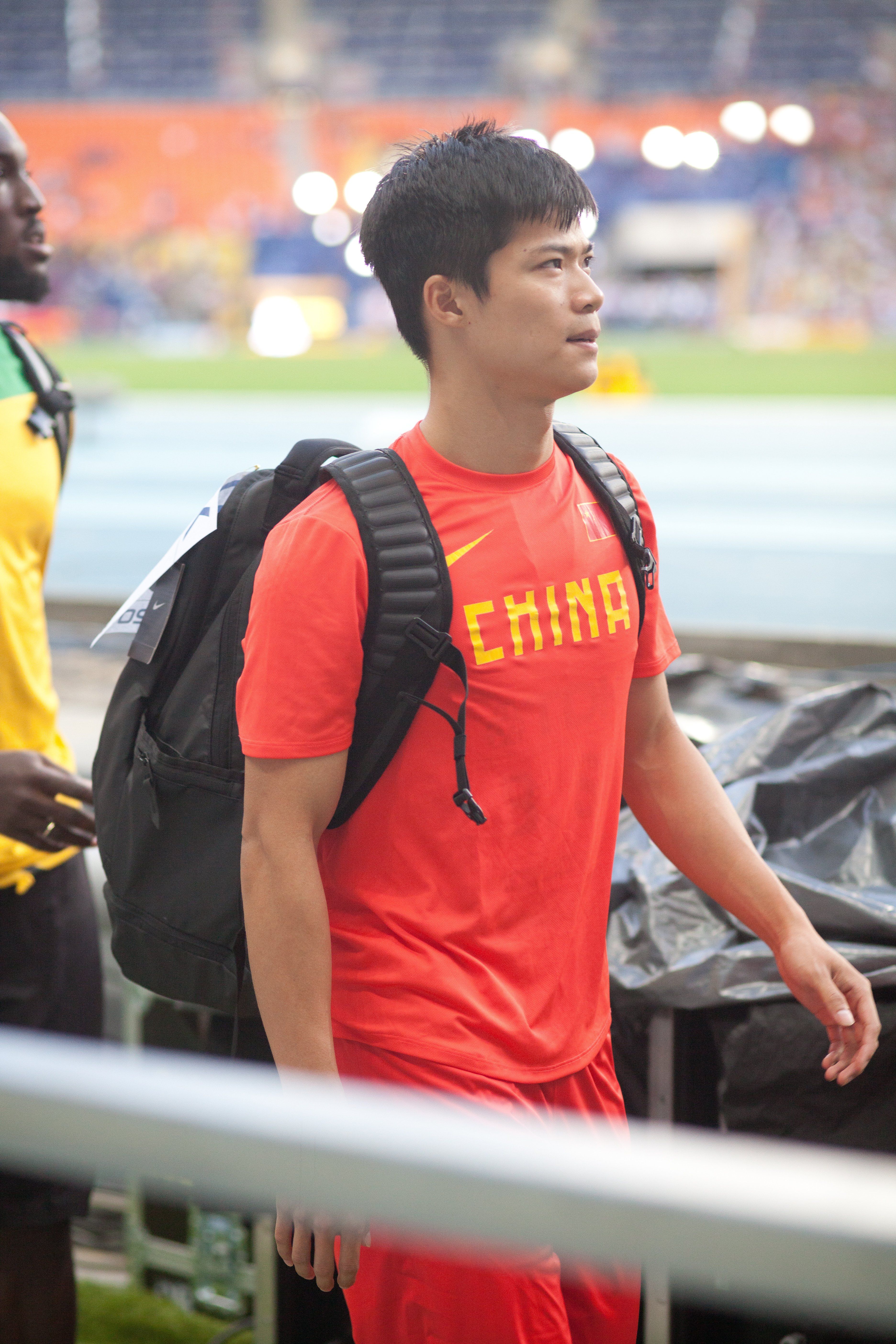
東京オリンピック男子100mでアジア新記録を樹立した蘇炳添。

中国の陸上競技はYMCAが競技スポーツを伝えた初期から行われており、1890年に上海のセントジョンズ書院にて中国最初の運動会が開かれた。初期の競技種目は短距離走、長距離走、走り高跳び、走り幅跳び、二人三脚などで、種目の増減はありつつも全国運動会で継続して競技が実施された。陸上競技のナショナルチームが組織されるのは1953年で、中国陸上競技連盟(CAA)は1978年に国際陸上競技連盟(IAAF、現WA)に加盟した。最初のオリンピック参加は1984年のロサンゼルスオリンピックである。2000年代ごろまで国家主導の優遇政策のもと、全国から素質のある個人を集める方策であったため、陸上選手の成績の多くは個人の能力に強く依拠しており、科学的なトレーニングの分野では他の国には遅れを取っていた。加えて様々な競技スポーツのプロ化が進むにつれ、陸上競技の優遇性が薄まり、才能ある個人の獲得が困難となったことが大きな課題となっていた。中国体育総局は科学部と協力のもと陸上競技管理センターを設立し、種目に応じた科学的なトレーニングの研究を行う科学技術課題研究グループを立ち上げた。
2021年には蘇炳添が東京オリンピック男子100mにおいて9秒83というアジア新記録をマークした。

### 水泳
中国は1952年4月に国際水泳連盟（FINA、現：世界水泳連盟）に加盟し、その4年後の1956年に水泳統括団体である中国水泳協会が設立された。1958年に二つの中国問題により国際連盟から脱退したが、1980年に復帰した。1992年バルセロナオリンピックにおいて、荘永、楊文意、林莉、銭紅らが中国女子競泳界初の金メダルをもたらした。また、2012年ロンドンオリンピックでは、孫楊が400m自由形、1500m自由形でそれぞれ勝利し、男子競泳初の金メダルを獲得した。しかし孫楊はその後、2018年に起こしたドーピング検査妨害の問題により4年3か月の出場停止処分を受けている。
その他、飛込競技では1984年に参加して以来コンスタントにメダルを獲得しており、他の追随を許さない成績を収め続けている。2022年にブダペストで行われた世界水泳選手権では、13種目の飛込競技全てで金メダルを獲得した。

### 球技

#### アメリカンフットボール
2012年、巨石達陣(Great Stone Gridiron Sport)により青少年向けのアメリカンフットボールスクールが開校すると、国内の認知は急激に高まりを見せ、2013年にアメリカン・フットボール・リーグ・オブ・チャイナ(AFLC)、中国アリーナ・フットボール・リーグ(CAFL)が発足した。AFLCは2019年、中国ナショナル・フットボール・リーグ(CNFL)に改名している。

#### 野球
中国の地に野球がもたらされたのは1864年で、アメリカ人医療宣教師ヘンリー・ウィリアム・ブーンによって上海に野球チームが作られたのを嚆矢とする。1905年にセントジョンズ大学と上海MCA野球クラブの最初の試合が行われた。しかし、毛沢東の文化大革命により歴史は一度途絶し、1974年の中国野球協会結成を以て再びスポーツ活動が再開された。その後はプロ化が進み、2002年に中国野球リーグ(China Baseball League)が結成され、2019年に中国プロ野球連盟が結成された。しかし北京オリンピック終了後は勢いを失っていったため、2019年にChina National Baseball Leagueとして再結成を行い、参画した各球団にプロチームとして将来的な独立した採算を求めた。ナショナルチームとしてはオリンピックの他、2006年から開催しているワールド・ベースボール・クラシックにも参加している。

#### クリケット
クリケットはかつて英国植民地であった香港で1841年からプレーされており、1969年に香港として国際クリケット評議会(ICC)に加盟した。中国では上海クリケットクラブが1858年ごろより始動しており、事実上のナショナルチームとして活動していたが、2004年に中国クリケット協会としてICCに加盟した。2006年、中国クリケット協会はワールドカップ出場などを含めた14年間の達成目標を公開した。

#### サッカー

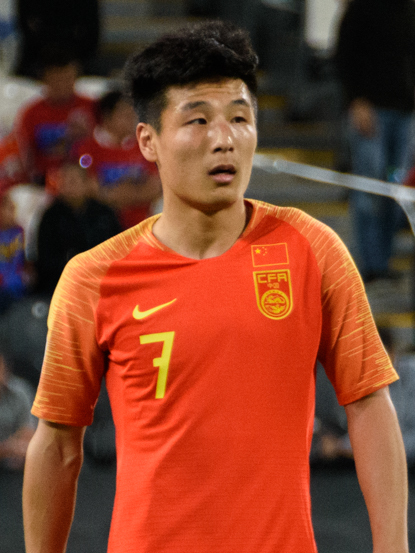
RCDエスパニョールに所属し、中国人選手として初めてラ・リーガで得点を挙げた武磊。

サッカーは、国内のどのスポーツよりも高いテレビ視聴率を獲得している人気のスポーツである。サッカーに似た競技としてルールを少しずつ変えながら蹴鞠が行われていたが、王朝交代の影響を受け、遅くとも清中期には他のスポーツとともに行われなくなり、文化としては途絶している。1923年に中華民国サッカー協会（CTFA）の前身である「中華足球聯合會」が上海にて発足した。翌年には政府主導の「中華全國體育協進會」が立ち上げられ、1931年にFIFAに加盟すると、1936年のベルリンオリンピックで国際大会に初めて出場した。支那事変の影響による一時的な中断を経て「中華全國足球委員會」として再建し1954年にFIFA再加盟、1955年にAFCに加盟した。
中国サッカー協会（CFA）も1955年にFIFAへの加盟が認められていたが、CTFAとの名称問題による摩擦が生じ、1958年にFIFAを脱退し、1979年に再加盟を果たした。CFAは1987年にJia-Aリーグを立ち上げ、1994年よりプロ化が進められた。2004年には甲級リーグ、超級リーグに改められ、中国スーパーリーグ（中国超級聯賽）として装いを新たにした。ラミレスやフッキ、オスカル、パウリーニョ、ディディエ・ドログバなど、海外の有名選手を多数獲得することで人気を博したが、経済力で外国人選手を獲得することのみに注力され、国内選手の育成がおろそかになっているという指摘もなされている。

#### テニス
中国テニス協会(CTA)は1953年に発足し、1981年7月に国際テニス連盟(ITF)に加盟した。2004年からは北京においてチャイナ・オープンが開催されている。2011年に李娜が全仏オープンでアジア人女性として初めて優勝した。女子テニス協会(WTA)は、この快挙により中国人テニス人口が3億人になるだろうとして驚きを伝えた。
2021年11月、中国の女子プロテニス選手で元世界ランク1位の彭帥が、元副首相の張高麗から性的関係を強要されたとSNSに投稿した後、消息不明となる事件が発生した。WTAのチェアマン、スティーブ・サイモンは11月14日、本件について検閲のない、徹底的かつ公正、透明な調査を求めるとして声明を発表した。さらに2021年12月には、中国での大会開催がリスクがあるとしてWTAの大会中止を取り決めた。

#### ラクロス
中国ラクロス協会(CLA)は2012年に発足し、ワールドラクロス(WL)およびアジア・パシフィック・ラクロス・ユニオン(APLU)に加盟した。代表チームはアメリカ合衆国で開催された2014年およびとイスラエルで開催された2018年の世界ラクロス選手権に出場している。また、アンダーカテゴリ(U-21)の2021年世界ラクロス選手権に代表チームを派遣した。

### 屋内競技

#### バスケットボール

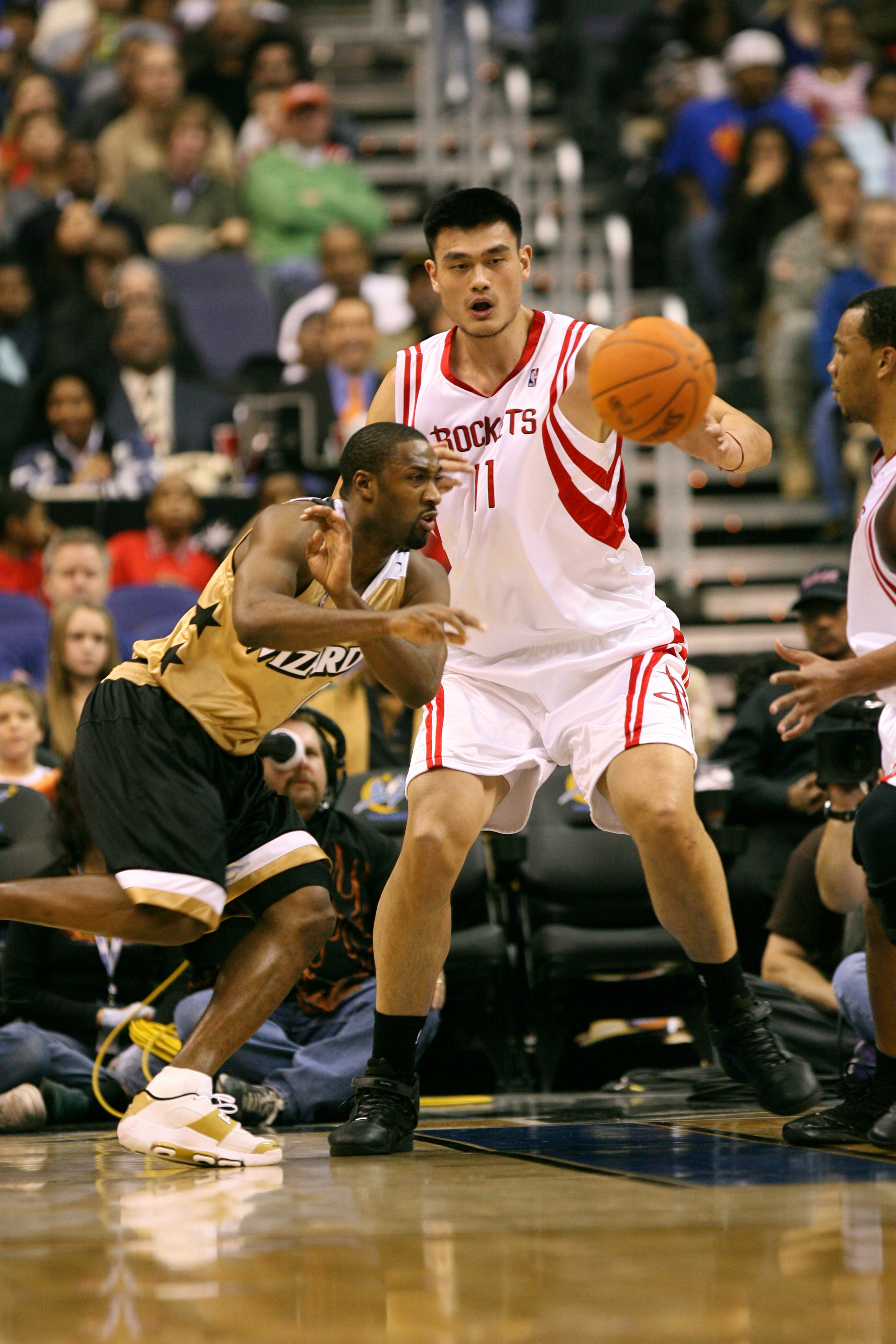
NBAのヒューストン・ロケッツでプレーした姚明。

バスケットボールは中国でもっとも人気のあるスポーツのひとつで、2019年にはバスケットボール・ワールドカップを主催した。1891年にジェームズ・ネイスミスによって考案されたこのスポーツが中国に伝わったのは1896年と古い。2002年に姚明がNBAに参戦して以来、バスケットボールの人気はますます高まりを見せており、中国バスケットボール協会(CBA)による発表によると、国内のプレー人口はおよそ3億人と言われている。1995年には中国プロバスケットボールリーグ(CBA)が発足し、2022年現在20チームにまで拡大している。姚明の成功後、易建聯や孫悦といった選手がNBAへ挑戦しており、依然として高い人気を誇っている。

#### 卓球
1959年の容国団による世界卓球選手権シングルス優勝は国際大会における初の勝利であり、1961年には初の国際大会主催として北京で世界卓球選手権が開かれた。また、本大会は「紅双喜」という中国卓球メーカーの用具が国際大会で初めて使用された大会でもある。社会情勢の変化もあり、その後に国際舞台に姿を現すのはピンポン外交と呼ばれた1971年の名古屋の世界卓球選手権であった。この時から卓球は、国民が関心を寄せるスポーツのひとつとなり、1988年のソウルオリンピックにて競技種目に加えられたことを契機として目覚ましい進歩を遂げており、卓球種目に関する金メダルの獲得数は他国の追随を許していない。2012年にロンドンオリンピック金メダルを獲得し、世界卓球選手権男子シングルス三連覇を達成し、世界卓球殿堂入りも果たした馬龍は、国際卓球連盟(ITTF)ランク世界1位を獲得した史上最高の卓球選手の一人として名を挙げられる。国内においては1994年に中国卓球スーパーリーグ(CTTSL)が発足し、卓球の普及と振興に努めている。しかしながら国際舞台で一強状態となり、強すぎるが故に人気に陰りが見え始めると、中国は「養狼計画」を発表し、世界各国にコーチを派遣し、技術の底上げを図るなど、世界規模での卓球普及に腐心している。

#### バレーボール
1953年に中国バレーボール協会(CVA)が設立され、同年に国際バレーボール連盟(FIVB)およびアジアバレーボール連盟(AVC)に加盟した。とりわけ国際大会では女子代表が結果を残しており、ロサンゼルスオリンピック(1984年)、アテネオリンピック(2004年)、リオデジャネイロオリンピック(2016年)で金メダルを獲得している。国内においては1996年より中国バレーボールリーグが発足し、バレーボールの普及と振興を行っている。
中国は、2018〜2020年のAVCビーチバレーボールコンチネンタルカップにビーチバレーの代表チームを男女ともに参加させた。

#### バドミントン

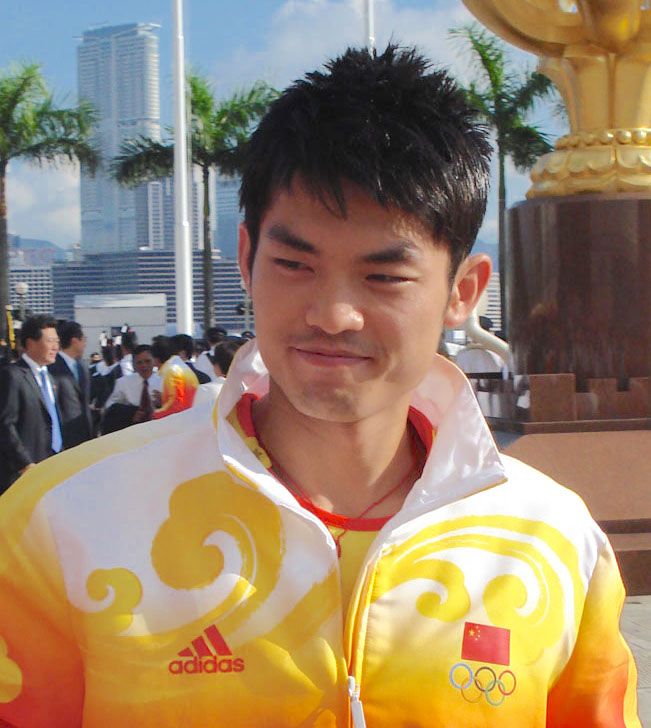
林丹は、バドミントン史上、世界選手権（ 2006年、2007年、2009年）で3連覇を達成した。

1960年代初頭、東南アジアにおいて華僑の排斥運動が起こり、中国に戻った湯仙虎らが現地で人気を博していた競技スポーツのバドミントンを伝え、沿岸地域および南部を中心に各地に普及した。1958年に中国バドミントン協会(CBA)が設立され、世界バドミントン連盟(IBF、現BWF)およびアジアバドミントン連盟(ABC、現BAC)に加盟した。インドネシアや日本、韓国などとともにランキング上位に位置しており、女子ダブルスの陳清晨、賈一凡はランキング世界1位を獲得している。

#### 体操
中国の体操競技を統括する中国体操協会(CGA)は1954年に設立され、1978年10月に国際体操連盟(FIG)に加盟した。2000年のシドニーオリンピックにおいて男子団体総合で初優勝を果たした。シドニーオリンピックでは女子団体総合でも銅メダルを獲得したが、団体メンバーの董方霄がFIGの定める規定年齢に達していなかったとして、メダル剥奪処分となった。その後の2008年の北京オリンピックでは、男女ともに団体総合で金メダルを獲得している。

### 冬季競技

#### バンディ

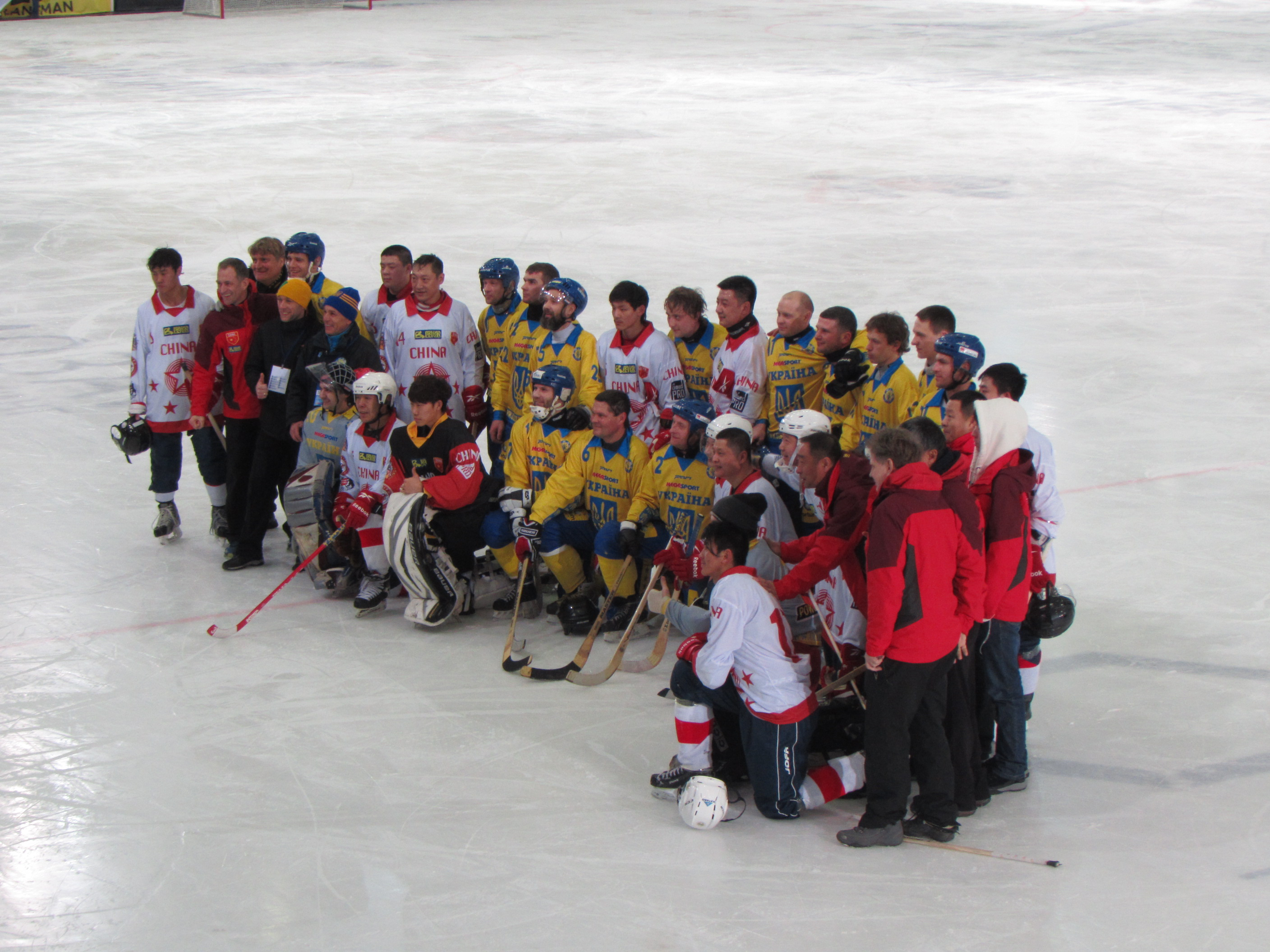
2016年世界選手権でウクライナと中国の全国バンディチーム

中国におけるバンディは各国の競技人口比較で世界で2番目に多くプレーされているウィンタースポーツである。2014年に中国バンディ連盟(CBF)が設立するまでは中国アイスホッケー協会(CIHA)が代行して国際バンディ連盟(FIB)に加盟していた。中国の代表チームは男子は2015年、女子は2016年に初めて国際大会のバンディ世界選手権に出場した。また、2018年にはハルビンおよび承徳にて世界選手権を主催している。2019年には国際大学スポーツ連盟が主催するユニバーシアードに男女揃って出場した。

#### カーリング
カーリングがオリンピックの正式種目となる前の1995年に、黒竜江省にて1986年から友好提携を結ぶ北海道の指導者・太田勇が講習会を開いたのがきっかけとなり、カーリングという競技スポーツが中国へ初めて伝わった。中国カーリング協会(CCA)が発足し、2002年に世界カーリング連盟(WCF)に加盟すると、2009年3月、中国は決勝でスウェーデンを破り、カーリング世界選手権で優勝した最初のアジアチームになった。太田は黒竜江省政府から感謝状が授与され、NHKのインタビューに対し、普及活動が実を結び、複数のアジアチームがカーリングの国際大会に出るようになったのは喜ばしいことだと回答している。

#### フィギュアスケート

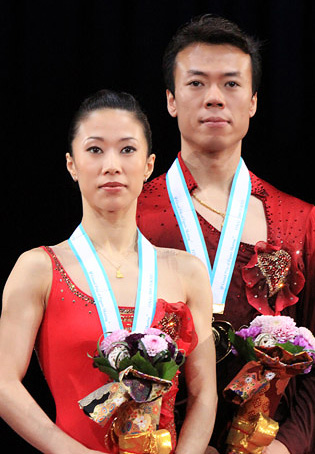
2010年バンクーバーオリンピックフィギュアスケートペアにて金メダルを獲得した申雪と趙宏博

中国は中国スケート協会(CSA)が国際スケート連盟(ISU)に加盟した1950年代よりフィギュアスケートの振興に取り組んできた。中国人最初のフィギュアスケート選手は姚濱と欒波のペアであるが、国際大会での結果はふるわなかった。しかし1998年より姚濱がコーチに就任すると目覚ましい発展を遂げ、申雪と趙宏博が2010年のバンクーバーオリンピックで金メダルを獲得した。その他中国スケート協会は国内選手権として中国フィギュアスケート選手権を主催し、2003年からは国際競技として中国杯を主催している。

### モータースポーツ

#### 自動車レース
1954年、ポルトガルの植民地であったマカオにてマカオグランプリがはじめて開催された。市街地で行われるアマチュアレースとして始まったこのモータースポーツは、1960年代に入ると、FIAの規格を採用することにより本格化し、テディ・イップらのテコ入れもあって、企業が参入する世界でも有数のレースに数えられるようになった。1983年よりフォーミュラ・パシフィックからフォーミュラ3へと移行し、FIAより国際選手権として認可された。初年度のタイトルはアイルトン・セナが獲得した。
一方、中国本土での最初の国際モーターレースは、1994年、初年度BPRグローバルGTシリーズのラウンドとして珠海市街地コースで開催された珠海3時間レースだった。2004年からは上海インターナショナルサーキットで開催されるフォーミュラ1規格の大会中国グランプリが始まった。2012年からはFIA世界耐久選手権のラウンドである上海6時間レース(2019年より4時間)が開催されている。
馬青驊は、2012年イタリアGPに出場しグランプリでF1カーを運転した初めての中国人となるとともに、世界ツーリングカー選手権でのデビュー戦である2014 FIA WTCC Race of Russiaで2レース中2レースを制し、FIA世界選手権レースで優勝した初の中国人となった。

### その他スポーツ

#### 競技武術
中国武術の歴史は古く、春秋戦国時代には「技撃」という名が、漢の時代には「武芸」という名が使用されており、南北朝時代の資料に「武術」という名称が見られるようになる。中華民国成立後に開催された1931年の全国運動会より正式に競技種目として取り入れられた。これを契機として競技武術を世界へ普及させるための活動が活発化し、アジア各国への武術公演、国際大会でのエキシビジョンなどが積極的に行われるようになった。中華人民共和国成立後は1958年に中国武術協会(CWA)が設立され、競技規則や規格などが整備された。その後、文化大革命を経て1979年に競技規則が改めて再編され、1990年10月3日、国際武術連盟(IWUF)が組織された。2020年東京オリンピックでの競技種目採用を目標に普及をすすめていたが、2015年9月28日、東京オリンピックの追加種目として採用されないことが発表された。

#### 射撃競技
射撃競技は中国でも建国初期から行われているスポーツで、中国射撃協会(Chinese Shooting Association)は1956年に北京にて設立され、1979年に国際射撃連盟(ISSF)に加盟した。1984年のロサンゼルスオリンピックに出場した許海峰は、50mピストルの部門にて金メダルを獲得した。許海峰は中国人選手としての初の金メダル獲得の一人となった。中華人民共和国として初の夏季オリンピック参加となったこの大会で、中国は15個の金メダルを獲得している。

#### マインドスポーツ
囲碁、シャンチー、チェスなどのボードゲームもマインドスポーツとして国家体育総局が管轄しており、中国棋院も中華全国体育総会に加盟している。

## 国際スポーツ施設

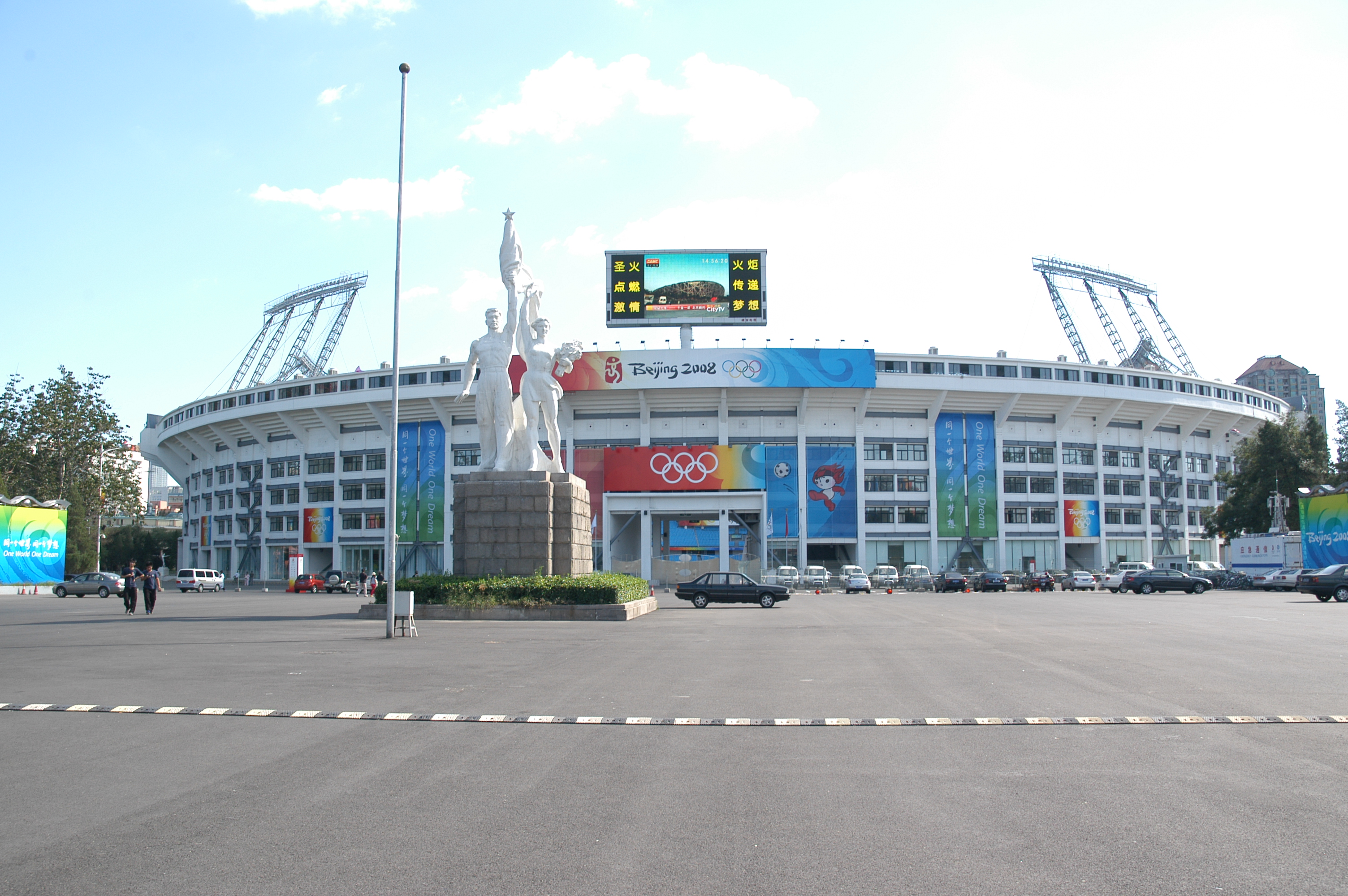
建国10周年を記念して建設された北京工人スタジアム。北京十大建築のひとつに数えられる。

中国では2008年の北京オリンピックに向けて陸上、サッカーなどが競技可能なナショナルスタジアムが相次いで建設された。また、各地に黄石NTC（卓球）、正定NTC（卓球）、台州NTC（テニス）、秦皇島NTC（サッカー他）、雲南NTC（自転車他）、広西武鳴NTC（アーチェリー）、香河NTC（サッカー）、振隆NTC（室内競技）、長白山高原氷雪NTC（スキー）、昆明海埂NTC（高地）、漳州NTC（バレー他）、郴州NTC（バレー他）、広西梧州NTC（サッカー他）、青海多巴高原NTC（総合）、北京NTC（ゴルフ）といった14か所のナショナルトレーニングセンター、強化施設も設置された。
| 設立年 | スタジアム名                                     | 所在地 | 収容規模          | 主な用途           |
| ------ | ------------------------------------------------ | ------ | ----------------- | ------------------ |
| 1959年 | 北京工人スタジアム                               | 北京   | 64,000            | サッカー           |
| 1997年 | 上海スタジアム                                   | 上海   | 56,000 最大80,000 | サッカー           |
| 2004年 | 秦皇島オリンピック・スポーツセンター・スタジアム | 秦皇島 | 33,000            | サッカー           |
| 2006年 | 青島オリンピック・セーリングセンター             | 青島   | 不明              | ヨット             |
| 2007年 | 天津オリンピック・センター・スタジアム           | 天津   | 60,000            | 陸上競技 サッカー  |
| 2007年 | 瀋陽オリンピック・スポーツセンター・スタジアム   | 瀋陽   | 60,000            | サッカー           |
| 2007年 | 北京国家体育館                                   | 北京   | 18,000            | ハンドボール 体操  |
| 2008年 | ウォーターキューブ                               | 北京   | 6,000 臨時17,000  | ウォータースポーツ |
| 2008年 | 北京ナショナルスタジアム(鳥の巣)                 | 北京   | 80,000 臨時91,000 | 陸上競技 サッカー  |